# 16-й армійський корпус (Україна)
16-й армійський корпус (16 АК, в/ч A5147) — оперативно-тактичне об'єднання Сухопутних військ у складі Збройних сил України.

## Історія

### Передумови
З кінця 2024 року в Збройних силах України обговорювався перехід на корпусну систему управління. На початку 2025 року ці зміни почали втілюватися.

### Створення
У травні 2025 року у Facebook було оприлюднено нарукавну емблему 16-го армійського корпусу, що вказує на формування з'єднання в Харкові. Корпус було створено на базі 92-ї окремої штурмової бригади імені кошового отамана Івана Сірка, яка стала ядром з'єднання.
У червні 2025 року сайт MilitaryLand.net повідомив про можливий склад корпусу та його девіз «Завжди вперед, ніколи назад». Штаб корпусу розташовано в Харкові, а номер військової частини — А5147.

## Структура
Станом на 2025 рік:
- 3 окрема танкова бригада
- 41 окрема механізована бригада
- 42 окрема механізована бригада
- 57 окрема мотопіхотна бригада
- 58 окрема мотопіхотна бригада
- 92-га окрема штурмова бригада
- 113 бригада територіальної оборони
- окрема артилерійська бригада
- окремий розвідувально-ударний батальйон
- окремий батальйон зв’язку
- окремий батальйон підтримки
- окремий батальйон матеріального забезпечення
- ремонтно-відновлювальний батальйон
- окремий батальйон охорони та забезпечення
- батальйон резерву.